# Dysaphis microsiphon
Dysaphis microsiphon är en insektsart. Dysaphis microsiphon ingår i släktet Dysaphis och familjen långrörsbladlöss. Inga underarter finns listade i Catalogue of Life.